# 칭푸구 (화이안시)
칭푸구(한국어: 청포구, 중국어: 清浦区, 병음: Qīngpǔ Qū)는 중화인민공화국 장쑤성 화이안 시의 현급 행정구역이다. 넓이는 293km2이고, 인구는 2007년 기준으로 320,000명이다.

## 행정 구역
4개 가도, 3개 진, 2개 향을 관할한다.
- 가도: 清江街道, 浦楼街道, 闸口街道, 清安街道.
- 진: 和平镇, 武墩镇, 盐河镇.
- 향: 城南乡, 黄码乡.